# Young Justice
Young Justice ist eine fiktive Superheldengruppierung des US-amerikanischen Verlags DC Comics, die aus jugendlichen Mitgliedern besteht. Die Gruppe hatte ihren ersten Auftritt in Young Justice: The Secret (Juni 1998), bevor sie ihre eigene monatliche Comicserie erhielt. Die letzte US-Ausgabe zu Young Justice war Titans/Young Justice: Graduation Day (August 2003). Fast alle Ausgaben der für ein jüngeres Publikum bestimmten Comicserie wurden von Todd Nauck gezeichnet. Autor der frühen Abenteuer war Todd DeZago, der fast aller Ausgaben der laufenden Reihe Peter David.

## Teamgeschichte
Das Team wurde gebildet, als DCs Superheldengruppe der Teen Titans zu den Titans wurde, dem Zusammenschluss der älter gewordenen Junghelden. Die Gründungsmitglieder waren der inoffizielle Anführer Robin sowie Superboy und Impulse. Im frühen Verlauf der Serie traten mit Arrowette, Wonder Girl und Secret drei weibliche Mitglieder bei. Mentor der Junghelden war der Androide Red Tornado. Die Gruppe hatte ihre Basis im alten Hauptquartier der JLA in Happy Harbor.

### Sünden der Jugend
Durch einen Zauber wurden in der mehrteiligen Geschichte Sünden der Jugend (US-Sins of Youth) Kinder und Jugendliche – darunter Young Justice – zu Erwachsenen und Erwachsene zu Kindern. Der Zustand konnte wieder umgekehrt werden. Lediglich Lobo blieb verjüngt, da er sich nicht auf der Erde befand, und trat als neues Mitglied Slobo bei.

### Reifeprüfung
In der Miniserie Reifeprüfung (US-Titans/Young Justice: Graduation Day) von 2003 lösten sich beide Teams auf und bildeten die Outsiders und neue Teen Titans.

## Veröffentlichung

### Englischsprachiges Original
Im Original erschienen von September 1998 bis Mai 2003 56 Ausgaben der Serie. Dazu gab es noch einige Spezialausgaben.

### Deutschsprachiger Raum
Die US-Ausgaben von Young Justice wurden in deutscher Sprache von 1999 bis 2001 vom Stuttgarter Dino Verlag zunächst als JLA Special (drei Hefte), dann als eigene Serie Young Justice (neun Hefte) veröffentlicht, wobei von der regulären US-Serie die ersten 19 Ausgaben berücksichtigt wurden. Außerdem gab es zwei JLA Sonderbände (mit der Justice League of America), ein Young Justice Special (mit Supergirl) und die Geschichte, in der das vom Erdbeben zerstörte Gotham City besucht wurde, in der Niemandsland Sonderausgabe (mit Lagoon Boy). Der Panini Verlag brachte im Januar 2004 in DC präsentiert #20 die Abschlussserie Reifeprüfung und reichte im März 2005 mit der Weltenkrieg Monster Edition #1 die US-Young Justice-Ausgabe zu Our Worlds at War nach.
Ein Teil dieser Ausgaben wurde bei Eaglemoss (DC Comics Graphic Novel Collection #35, Oktober 2015) und bei Panini (Batman: Niemandsland #3, Dezember 2017) nachgedruckt.

## Zeichentrickserie
In den USA wird seit dem Jahr 2010 nach einer Idee von Greg Weisman und Brandon Vietti eine Verfilmung der gleichnamigen Comicserie produziert. Diese weicht aber inhaltlich erheblich von der Vorlage ab, so ist das Konzept der Serie weitaus ernsthafter – es wird auf den teilweise slapstickartigen oder absurden Humor der Comicreihe verzichtet. Auch die Zusammensetzung des Teams ist eine ganz andere (statt Robin/Tim Drake, Impuls/Bart Allen und Superboy treten Robin/Dick Grayson, Kid Flash/Wally West, Superboy, Aqualad und Miss Martian als Gründungsmitglieder auf).